# Chuyển giao Krym tại Liên Xô
Việc chuyển giao tỉnh Krym trong nội bộ Liên Xô năm 1954 là một hành động hành chính của Đoàn Chủ tịch Xô viết Tối cao nhằm chuyển giao chính quyền của Krym từ Cộng hòa Xã hội chủ nghĩa Xô viết Liên bang Nga sang Cộng hòa Xã hội chủ nghĩa Xô viết Ukraina.

## Bối cảnh
Trước khi được sáp nhập vào Đế quốc Nga, bán đảo Krym từng độc lập dưới quyền Hãn quốc Krym. Người Tatar Krym theo Hồi giáo nằm dưới ảnh hưởng của Đế quốc Ottoman, đồng thời giáp giới với Đế quốc Nga. Năm 1774, sau Chiến tranh Nga-Thổ Nhĩ Kỳ 1768–74, Đế quốc Nga và Ottoman đồng ý kiềm chế can thiệp vào Hãn quốc Krym thông qua Hiệp ước Küçük Kaynarca. Năm 1783, sau khi Đế quốc Ottoman ngày càng suy tàn, Đế quốc Nga sáp nhập Hãn quốc Krym.
Thời thuộc Nga, bán đảo được chuyển giao giữa nhiều chính quyền hành chính nội bộ. Trong thời gian nằm trong Đế quốc Nga và Cộng hòa Xã hội chủ nghĩa Xô viết Liên bang Nga cho đến khi được chuyển giao cho Cộng hòa Xã hội chủ nghĩa Xô viết Ukraina vào năm 1954, Krym được quản lý bởi 14 chính quyền.
Trong suốt thời gian thuộc Liên Xô, Krym đã trải qua sự thay đổi dân cư. Do người Tatar Krym bị cáo buộc là có hợp tác với người Đức, chính quyền Xô viết trục xuất toàn bộ dân tộc này, và người thuộc các dân tộc khác đến định cư tại bán đảo, chủ yếu là người Nga và người Ukraina. Các chuyên gia hiện đại nói rằng việc trục xuất này là một phần trong kế hoạch của Liên Xô nhằm tiếp cận eo biển Dardanelles và giành được lãnh thổ tại Thổ Nhĩ Kỳ, nơi người Tatar có họ hàng dân tộc Turk, hoặc để loại bỏ người thiểu số khỏi khu vực biên giới của Liên Xô.
Gần 8.000 người Tatar Krym chết trong quá trình trục xuất và hàng chục nghìn người sau đó đã thiệt mạng do điều kiện lưu đày khắc nghiệt. Việc trục xuất người Tatar Krym dẫn đến việc 80.000 hộ gia đình bị loại bỏ và đất đai rộng 150.000 hécta (360.000 mẫu Anh) bị bỏ hoang.
Nước cộng hòa tự trị nay không còn dân tộc danh nghĩa và đã bị hạ cấp thành một tỉnh thuộc Nga Xô viết vào ngày 30 tháng 6 năm 1945.
Vào ngày 19 tháng 2 năm 1954, tỉnh này được chuyển từ Cộng hòa Xã hội chủ nghĩa Xô viết Liên bang Nga sang thẩm quyền của Cộng hòa Xã hội chủ nghĩa Xô viết Ukraina, trên cơ sở "đặc điểm tích hợp của nền kinh tế, sự gần gũi về lãnh thổ và mối quan hệ kinh tế và văn hóa chặt chẽ giữa tỉnh Krym và Cộng hòa Xã hội chủ nghĩa Xô viết Ukraina" và để kỷ niệm 300 năm sự kiện thống nhất Ukraina với Nga (thời Liên Xô dùng để nói đến Thỏa thuận Pereiaslav).
Sevastopol trở thành một thành phố đóng cửa do có tầm quan trọng là cảng của Hạm đội Biển Đen của Liên Xô và chỉ được gắn vào tỉnh Krym từ năm 1978.

## Nghị định
Vào ngày 19 tháng 2 năm 1954, Đoàn Chủ tịch Xô viết Tối cao của Liên Xô ban hành nghị định chuyển tỉnh Krym từ Cộng hòa Xã hội chủ nghĩa Xô viết Liên bang Nga sang Cộng hòa Xã hội chủ nghĩa Xô viết Ukraina. Các tài liệu hiện được lưu giữ tại Cơ quan Lưu trữ Nhà nước Liên bang Nga (GARF) xác nhận rằng động thái này ban đầu được phê duyệt bởi Đoàn Chủ tịch (Bộ Chính trị) của Đảng Cộng sản Liên Xô ngày 25 tháng 1 năm 1954, mở đường cho nghị quyết ủy quyền của Đoàn Chủ tịch Xô Viết Tối cao Liên Xô ba tuần sau đó.
Theo Hiến pháp Liên Xô (điều 18), biên giới của một nước cộng hòa trong Liên Xô không thể được vẽ lại nếu không có sự đồng ý của nước cộng hòa đó.  Việc chuyển giao đã được Đoàn Chủ tịch Xô viết Tối cao Liên Xô phê chuẩn. Việc thay đổi hiến pháp (điều 22 và 23) để phù hợp với việc chuyển giao được thực hiện vài ngày sau khi có nghị định do Đoàn Chủ tịch Xô Viết Tối cao ban hành.
Nghị định được công bố lần đầu tiên trên trang nhất của tờ Pravda, vào ngày 27 tháng 2 năm 1954. Toàn văn nghị định là:
Vào ngày 26 tháng 4 năm 1954, Nghị định của Đoàn Chủ tịch Xô Viết Tối cao Liên Xô chuyển tỉnh Krym từ Cộng hòa Xã hội chủ nghĩa Xô viết Liên bang Nga sang Cộng hòa Xã hội chủ nghĩa Xô viết Ukraina.

Có tính đến đặc điểm tích hợp của nền kinh tế, sự gần gũi về lãnh thổ và mối quan hệ kinh tế và văn hóa chặt chẽ giữa tỉnh Krym và Ukraina Xô viết, Đoàn Chủ tịch Xô Viết Tối cao Liên Xô ra nghị định:

Phê chuẩn đệ trình chung của Đoàn Chủ tịch Xô viết Tối cao CHXHCNXVLB Nga và Đoàn Chủ tịch Xô viết Tối cao CHXHCNXV Ukraina về việc chuyển tỉnh Krym từ CHXHCNXVLB Nga sang CHXHCNXV Ukraina.
Sau đó, hiến pháp nước cộng hòa của Nga và Ukraina đã được sửa đổi. Vào ngày 2 tháng 6 năm 1954, Xô viết Tối cao Nga thông qua các sửa đổi đối với Hiến pháp Nga năm 1937, trong đó bao gồm việc loại Krym khỏi danh sách các phân vùng được liệt kê trong điều 14, và vào ngày 17 tháng 6 năm 1954,  Xô viết Tối cao của Ukraina thêm Krym vào điều 18 của Hiến pháp CHXHCNXV Ukraina 1937.

## Câu hỏi về tính hợp hiến
Theo một bài báo năm 2009 trên trang web Nga Pravda.ru, Đoàn Chủ tịch Xô viết Tối cao đã họp vào ngày 19 tháng 2 năm 1954 khi chỉ có 13 trong số 27 thành viên có mặt. Không có đủ số đại biểu nhưng quyết định được nhất trí thông qua.
Giáo sư Mark Kramer về Nghiên cứu Chiến tranh Lạnh tại Đại học Harvard phản bác rằng các nguồn mới xuất hiện cho thấy rằng nghị viện nước cộng hòa của cả Nga Xô viết và Ukraina Xô viết đều đồng thuận chuyển giao Krym và do đó đã tuân thủ Điều 18 của Hiến pháp Liên Xô quy định rằng "lãnh thổ của nước cộng hòa liên bang không thể bị thay đổi nếu không có sự đồng thuận của nước đó." Tiến trình của cuộc họp Đoàn Chủ tịch Xô viết Tối cao Liên Xô chỉ ra rằng cả CHXHCNXVLB Nga và CHXHCNXV Ukraina đã đưa ra sự đồng thuận của họ thông qua nghị viện nước cộng hòa của họ, nhưng Kramer cũng nói rằng "hệ thống pháp luật ở Liên Xô hầu hết là một điều hư cấu".
Vào ngày 27 tháng 6 năm 2015, sau khi Liên bang Nga sáp nhập Krym, Văn phòng Tổng công tố viên Liên bang Nga đã chấp nhận yêu cầu của lãnh đạo Đảng Một nước Nga công chính là Sergey Mironov, để đánh giá tính hợp pháp của việc chuyển giao năm 1954 và tuyên bố rằng việc chuyển giao này đã vi phạm cả Hiến pháp CHXHCNXVLB Nga và Hiến pháp Liên Xô. Nội dung văn bản do Phó tổng công tố viên Nga Sabir Kekhlerov ký nêu rõ: "Cả Hiến pháp của CHXHCNXVLB Nga lẫn Hiến pháp Liên Xô [và mơt rộng ra là CHXHCNXV Ukraina] đều không trao quyền cho Đoàn Chủ tịch Xô Viết Tối cao Liên Xô xem xét những thay đổi về địa vị pháp lý theo hiến pháp của các nước cộng hòa xã hội chủ nghĩa Xô viết tự trị, là thành viên của Liên Xô. Theo quan điểm trên, quyết định được thông qua năm 1954 bởi Đoàn Chủ tịch Xô viết Tối cao CHXHCNXVLB Nga và Liên Xô về việc chuyển giao vùng Krym của CHXHCNXVLB Nga cho CHXHCNXV Ukraina là không phù hợp với Hiến pháp (Luật cơ bản) của CHXHCNXVLB Nga  hoặc Hiến pháp (Luật cơ bản) của Liên Xô."

## Động cơ

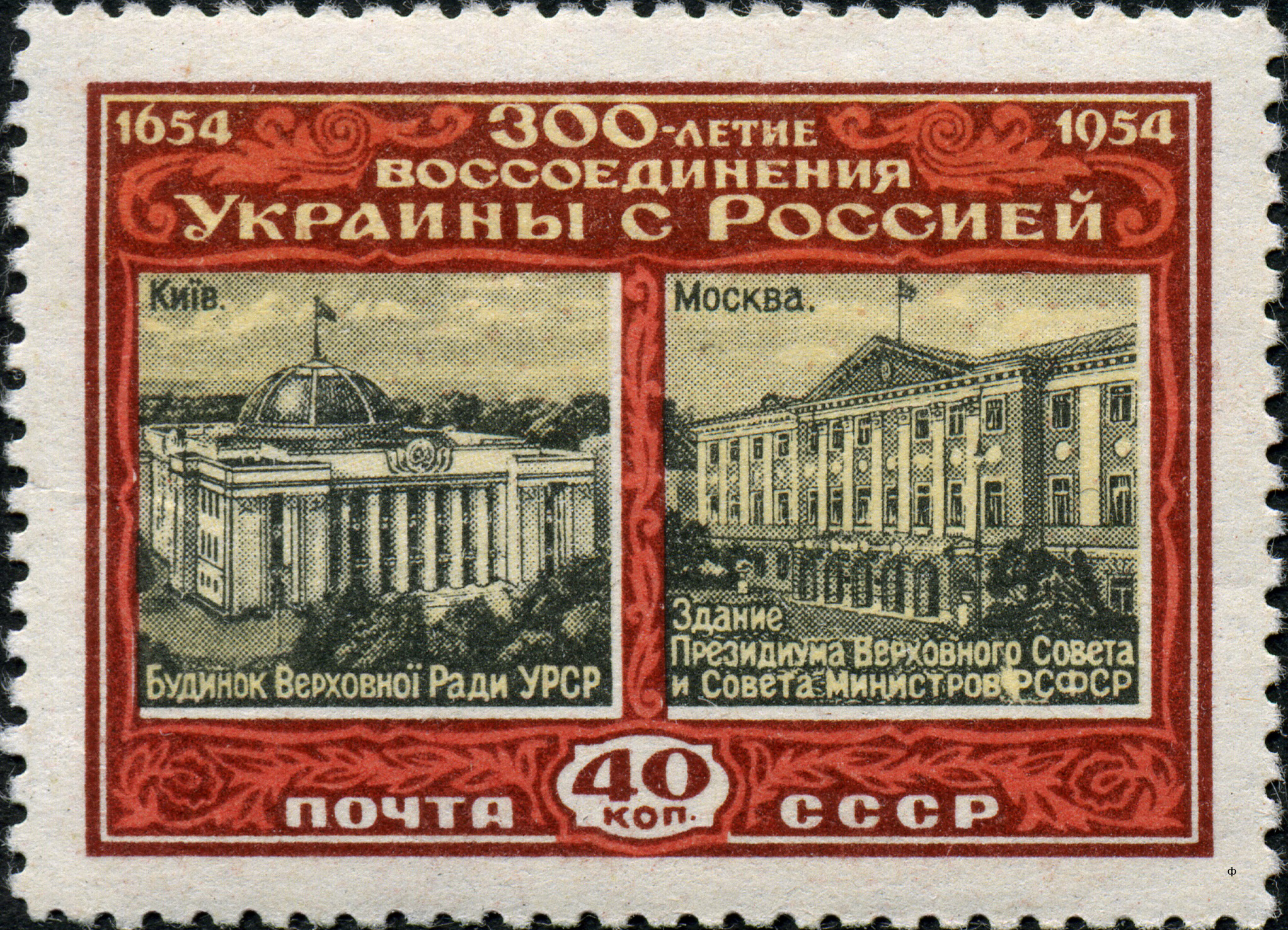
Tem tuyên truyền của Liên Xô năm 1954 đánh dấu kỷ niệm 300 năm thống nhất Ukraina với Nga.

Việc chuyển giao tỉnh Krym cho Ukraina được mô tả là một "cử chỉ mang tính biểu tượng", đánh dấu kỷ niệm 300 năm năm Hiệp ước Pereyaslav 1654, được gọi là "Thống nhất Ukraina với Nga" vào thời Liên Xô. Nó cũng được quy cho là quyết định của Bí thư thứ nhất Đảng Cộng sản Nikita Khrushchev, mặc dù người ký văn bản là Chủ tịch Kliment Voroshilov, là nguyên thủ quốc gia Liên Xô theo pháp lý.
Mark Kramer, giáo sư Nghiên cứu Chiến tranh Lạnh tại Đại học Harvard, cũng tuyên bố rằng việc chuyển giao một phần là giúp ích cho vị thế chính trị bấp bênh lúc bấy giờ của Khruschev trước Thủ tướng Georgy Malenkov, thông qua việc giành được sự ủng hộ của Bí thư thứ nhất Đảng Cộng sản Ukraina Oleksiy Kyrychenko. Kramer tin rằng việc chuyển giao cũng nhằm mục đích tăng đáng kể số lượng người dân tộc Nga tại Cộng hòa Xã hội chủ nghĩa Xô viết Ukraina, là nước cộng hoà đang gặp khó khăn trong việc tích hợp lãnh thổ Ba Lan cũ do xảy ra cuộc kháng chiến dân tộc chủ nghĩa Ukraina có tổ chức.
Nina Khrushcheva, một nhà khoa học chính trị và là chắt của Nikita Khrushchev, nói về động cơ của Khrushchev, "nó mang tính biểu tượng, phần nào đó cố gắng để cải tổ hệ thống tập trung và ngoài ra, tiết lộ đầy đủ, Nikita Khrushchev rất yêu thích Ukraina, vì vậy tôi nghĩ ở một mức độ nào đó, đó cũng là một cử chỉ cá nhân đối với nước cộng hòa yêu thích của ông. Ông ấy là người dân tộc Nga, nhưng ông ấy thực sự cảm thấy có mối quan hệ rất lớn với Ukraina." Sergei Khrushchev, con trai của Khrushchev, tuyên bố rằng quyết định này là do việc xây dựng một đập thủy điện trên sông Dnepr và do đó mong muốn toàn bộ giới chức trách nằm dưới một cơ quan. Do Sevastopol tại bán đảo Krym là địa điểm của Hạm đội Biển Đen, một yếu tố quan trọng trong chính sách đối ngoại của Liên Xô và sau đó là của Nga, việc chuyển giao này có mục đích ràng buộc Ukraina một cách không thể lay chuyển được với Nga, "Bên nhau vĩnh viễn", giống như một tấm áp phích kỷ niệm sự kiện. Các lý do khác được đưa ra là sự hội nhập của nền kinh tế Ukraina và Krym và ý tưởng rằng Krym là một phần mở rộng tự nhiên của thảo nguyên Ukraina. Ngoài ra còn có mong muốn tái định cư các dân tộc Slav tại nhiều nơi của Krym, chủ yếu là người Nga và người Ukraina, sau khi người Tatar Krym trên bán đảo này bị trục xuất đến Trung Á vào năm 1944.

## Hậu quả
Việc chuyển giao làm tăng dân số người dân tộc Nga ở Ukraina thêm gần một triệu người. Các chính trị gia nổi tiếng của Nga như Alexander Rutskoy cho việc chuyển nhượng là gây tranh cãi. Những tranh cãi xung quanh tính hợp pháp của việc chuyển giao vẫn là một điểm nhức nhối trong quan hệ giữa Ukraina và Nga trong vài năm đầu sau khi Liên Xô tan rã, và đặc biệt là trong chính trị nội bộ của Krym.
Vào tháng 1 năm 1992, Xô viết Tối cao Nga đặt câu hỏi về tính hợp hiến của việc chuyển giao, cáo buộc Nikita Khrushchev tội phản quốc chống lại người Nga và nói rằng việc chuyển giao là bất hợp pháp. Alexander Rutskoy, Cựu Phó Tổng thống Nga cho rằng đây là một "kế hoạch ngớ ngẩn" và những người ký văn bản chắc chắn đã bị say nắng hoặc say xỉn.
Có sự nhầm lẫn về tình trạng của Sevastopol và liệu thành phố có phải là một phần của việc chuyển giao hay không vì nó có mức độ độc lập nhất định khỏi tỉnh Krym và chưa bao giờ chính thức phê chuẩn việc chuyển giao, mặc dù sau đó nó được đề cập là lãnh thổ Ukraina trong Hiến pháp Liên Xô và Hiệp định Belavezha giữa Ukraina và Nga.
Năm 1994, chính quyền theo chủ nghĩa dân tộc Nga dưới quyền Yuriy Meshkov tiếp quản Krym với lời hứa trả lại Krym cho Nga, mặc dù kế hoạch này sau đó bị gác lại. Trong hiệp ước năm 1997 giữa Liên bang Nga và Ukraina, Nga công nhận biên giới của Ukraina và chấp nhận chủ quyền của Ukraina đối với Krym.

## Nga sáp nhập Krym
Sau Cách mạng Nhân phẩm năm 2014, các lãnh thổ của Sevastopol và Krym bị Liên bang Nga chiếm giữ; việc sáp nhập được chính thức hóa sau trưng cầu dân ý, trong đó 96% cư dân Krym được cho là đã bỏ phiếu "Có".  Động thái này bị chính phủ Ukraina lên án và hầu hết các quốc gia thành viên Liên Hợp Quốc vẫn tiếp tục công nhận Krym là một phần của Ukraina. Ủy ban Venezia (cơ quan cố vấn của Ủy hội Châu Âu trong lĩnh vực luật hiến pháp) đưa ra ý kiến vào năm 2014, kết luận rằng cuộc trưng cầu dân ý là bất hợp pháp theo hiến pháp Ukraina và rằng "hoàn cảnh tại Krym không cho phép tổ chức trưng cầu dân ý theo tiêu chuẩn dân chủ châu Âu."